# Nikolaj Vasiljevič Vujič
Nikolaj Vasiljevič Vujič (rusko Никола́й Васи́льевич Ву́ич), ruski general, * 1765, † 1836.
Bil je eden izmed pomembnejših generalov, ki so se borili med Napoleonovo invazijo na Rusijo; posledično je bil njegov portret dodan v Vojaško galerijo Zimskega dvorca.

## Življenje
Njegova družina se je sredina 18. stoletja preselila iz Srbije v Rusijo. 12. decembra 1777 je vstopil v Ahtirski huzarski polk. 8. aprila 1787 je bil premeščen v Beloruski lovski korpus, pri čemer je bil povišan v zastavnika. Za zasluge med rusko-turško vojno 1787-91 je bil povišan v stotnika in za zasluge med zatrtjem poljske vstaje je bil povišan v drugega majorja. 
10. septembra 1800 je bil imenovan za poveljnik 11. lovskega polka; 18. septembra 1803 je bil povišan v polkovnika. 
23. junija 1806 je postal šef novoustanovljenega 25. lovskega polka, s katerim se je udeležil bojev proti Francozom (1806-07) in proti Švedom. 12. marca 1812 je bil imenovan za šefa 19. lovskega polka in za brigadnega poveljnika v 24. pehotni diviziji.  
21. novembra 1812 je bil povišan v generalmajorja. Maja 1813 je postal poveljnik 24. pehotne divizije. 27. novembra 1816 je postal šef 24. pehotne divizije in 11. novembra 1827 šef 18. pehotne divizije.
12. decembra 1824 je bil povišan v generalporočnika.